# José Augusto Dlofo
Zé Augusto, właśc. José Augusto Dlofo (ur. 18 kwietnia 1968) – mozambicki piłkarz grający na pozycji obrońcy.

## Kariera klubowa
Przez całą swoją karierę piłkarską Zé Augusto grał w klubie CD Costa do Sol. Spędził w nim lata 1988-2001. Wywalczył z nim sześć mistrzostw kraju w sezonach 1991, 1992, 1993, 1994, 1999/2000 i 2000/2001. Zdobył też siedem Pucharów Mozambiku w sezonach 1988, 1992, 1993, 1995, 1997, 1998/1999 i 1999/2000.

## Kariera reprezentacyjna
W reprezentacji Mozambiku Zé Augusto zadebiutował w 1995 roku. W 1996 roku został powołany do kadry na Puchar Narodów Afryki 1996. Rozegrał na nim trzy mecze: z Tunezją (1:1), z Wybrzeżem Kości Słoniowej (0:1) i z Ghaną (0:2).
Z kolei w 1998 roku Zé Augusto był w kadrze Mozambiku na Puchar Narodów Afryki 1998. Rozegrał na nim jeden mecz, z Zambią (1:3). W kadrze narodowej występował do 1998 roku. W kadrze narodowej rozegrał 25 meczów.